# Museo prefetturale d'arte di Fukushima
Il Museo prefetturale d'arte di Fukushima (福島県立美術館, Fukushima Kenritsu Bijutsukan) è un museo della città di Fukushima situato ai piedi del Monte Shinobu. Esso condivide un'area di 60.000 m2 con la Biblioteca prefetturale di Fukushima, fondata assieme al museo nel 1984.

## Collezione
Il museo ospita oltre 4000 opere, sia di artisti locali che stranieri, come i dipinti impressionisti di Claude Monet e Paul Gauguin e i dipinti giapponesi di Sekine Shoji e Kishida Ryusei. La collezione possiede anche stampe xilografiche giapponesi, opere del realismo americano, manufatti in terracotta, ceramiche e tessuti.
Tra le varie opere vi è un'importante parte della serie Lucky Dragon di Ben Shahn riguardante il Daigo Fukuryu Maru, il peschereccio che fu esposto alle radiazioni dell'operazione Castle Bravo.